# Zorro (tv-serie fra 1990)
Zorro (også kendt som The New Zorro, New World Zorro, og Zorro 1990) er en amerikansk western superhelte tv-serie, der blev sendt på The Familiy Channel fra 1990-1993. Duncan Regehr spillede frygteløse spanske helt og fægter titelkarakter Zorro, der kæmper mod Luis Ramone.
Serien blev indspillet i Madrid, Spanien og produceret af New World Television (USA), The Family Channel (USA), Ellipse Programme på Canal Plus (Frankrig), Beta TV (Tyskland) og RAI (Italien). Der blev produceret 88 episoder af serien, og Raymond Austin instruerede de 55 episoder og producerede 37. Dette var 10 mere episoder en den første Zorro-tv-serie, der blev produceret af Disney i slutningen af 1950'erne.
Siden 2011 er serien blev sendt i USA på Retro Television Network som The New Zorro. Sony Pictures is the distributor for this version of Zorro.

## Medvirkende

### Hovedroller
- Duncan Regehr som Don Diego de la Vega / Zorro[3]
- Patrice Martinez som Victoria Escalante (krediteret som "Patrice Camhi" sæson 1–2)[4]
- Juan Diego Botto som Felipe
- James Victor som Sgt. Jaime Mendoza
- Michael Tylo som Alcalde Luis Ramone (Sæson 1–2)
- J. G. Hertzler (krediteret som John Hertzler) som Alcalde Ignacio de Soto (Sæson 3–4)
- Efrem Zimbalist, Jr. som Don Alejandro de la Vega (Sæson 1)
- Henry Darrow som Don Alejandro de la Vega (Sæson 2–4)
- Tabare Carballo som Sepulveda (Sæson 3–4) (Cpl. in Sæson 3 / Pvt. i Sæson 4)

### Gæsteoptræden
| A - Adam West - André the Giant B - Bernard Kay - Benito Martinez - Ben Miles D - Daniel Craig - Doug McClure - Dougray Scott | F - Faith Brook G - Garfield Morgan H - Hilton McRae - Hunter Tylo J - James Horan - Jesse Ventura - Jim Carter - John Hallam - Julie T. Wallace K - Kevin Brophy M - Michael Culver | N - Nicholas Clay - Nigel Terry O - Oliver Haden - Oliver Cotton - Omri Katz P - Patrick Drury - Patsy Rowlands - Peter Guinness - Peter Diamond - Pete Postlethwaite - Philip Michael Thomas R - Robert Hoy - Roger Lloyd-Pack - Roddy Piper S - Soon-tek Oh | T - Terry Richards - Timothy Bateson - Tim Reid V - Valentine Pelka - Vernon Dobtcheff - Vincenzo Nicoli W - Warwick Davis |